# Arcotheres guinotae
Arcotheres guinotae is een krabbensoort uit de familie van de Pinnotheridae. De wetenschappelijke naam van de soort is voor het eerst geldig gepubliceerd in 2001 door E. Campos.